# Dichapetalum umbellatum
Dichapetalum umbellatum är en tvåhjärtbladig växtart som beskrevs av Chod.. Dichapetalum umbellatum ingår i släktet Dichapetalum och familjen Dichapetalaceae. Inga underarter finns listade i Catalogue of Life.